# Tipo-Tipo
Tipo-Tipo è una municipalità di terza classe delle Filippine, situata nella Provincia di Basilan, nella Regione Autonoma nel Mindanao Musulmano.
Tipo-Tipo è formata da 11 baranggay:
- Badja
- Baguindan
- Banah
- Bangcuang
- Bohebaca
- Bohelebung
- Bohe-Tambak
- Lagayas
- Limbo-Upas
- Silangkum
- Tipo-tipo Proper (Pob.)